# العمارية الشرقية
قرية العمارية الشرقية هي إحدى القرى التابعة لمركز دير مواس بمحافظة المنيا في جمهورية مصر العربية. حسب إحصاءات سنة 2006، بلغ إجمالي السكان في العمارية الشرقية 4281 نسمة، منهم 2113 رجلا و2168 امرأة.